# Croix de cimetière de Sasseville
La croix de cimetière de Sasseville est un monument situé à Sasseville, en Normandie.

## Localisation
La croix est située initialement dans le cimetière du village, mais est désormais abritée dans l'église Notre-Dame-de-Sasseville.

## Historique
La croix est datée du XVIe siècle et plus précisément de 1530-1545 par l'abbé Cochet. 
Le monument est classé comme monument historique depuis le 29 novembre 1913.

## Description
La croix, en grès, comporte des sculptures de femmes représentant « les vertus théologales » et également celles des instruments de la Passion.